# Penstemon hidalgensis
Penstemon hidalgensis là một loài thực vật có hoa trong họ Mã đề. Loài này được Straw mô tả khoa học đầu tiên năm 1963.